# Annette Dorgerloh
Annette Dorgerloh (geb. Annette Hüllmann; * 1961 in Magdeburg) ist eine deutsche Kunsthistorikerin.

## Leben und Wirken
Annette Dorgerloh studierte ab 1982 Kunstgeschichte, Klassische Archäologie und Kulturtheorie an der Humboldt-Universität zu Berlin und legte 1987 das Diplom ab. Anschließend war sie bis 1991 wissenschaftliche Mitarbeiterin am Institut für Ästhetik und Kunstwissenschaften der Akademie der Wissenschaften der DDR. Von 1992 bis 1996 war sie im Wissenschaftler-Integrations-Programm angestellt und von 1994 bis 1996 wissenschaftliche Mitarbeiterin am Kunstgeschichtlichen Institut der Humboldt-Universität zu Berlin. 1996 wurde sie mit einer Arbeit über das Künstlerpaar Sabine Lepsius und Reinhold Lepsius zum Dr. phil. promoviert.
Ab 1997 war sie wissenschaftliche Assistentin am Lehrstuhl Architektur und Städtebau am Kunsthistorischen Seminar der Humboldt-Universität zu Berlin und ab 2003 Wissenschaftliche Mitarbeiterin am Kunstgeschichtlichen Seminar der Humboldt-Universität. Von 2005 bis 2016 arbeitete sie im Sonderforschungsbereich „Transformationen der Antike“ mit und war ab 2013 Leiterin des Teilprojekts „Bewegte Räume. Szenographie der Antiken im Film“. Von 2011 bis 2016 leitete sie am Institut für Kunst- und Bildgeschichte der Humboldt-Universität zu Berlin das in Kooperation mit dem Filmmuseum Potsdam von der Volkswagenstiftung geförderte Forschungsprojekt Spielräume. Szenenbilder und -bildner in der Filmstadt Babelsberg.
Von 1997 bis 2006 war Annette Dorgerloh Mitherausgeberin der Kritischen Berichte – Zeitschrift für Kunst- und Kulturwissenschaften. Dorgerloh habilitierte sich 2008 mit der Arbeit Strategien des Überdauerns. Das Grab- und Erinnerungsmal im frühen deutschen Landschaftsgarten. Sie lehrt als Privatdozentin an der Humboldt-Universität zu Berlin.

## Schriften
- Die Reflexion der Französischen Revolution in der zeitgenössischen deutschen Almanach und Zeitschriftengraphik. Diplomarbeit. Humboldt-Universität zu Berlin 1987. In: Greizer Studien. Band 1. Berlin 1989, S. 25–74.
- mit Katharina Sykora, Doris Noell-Rumpeltes, Ada Raev (Hrsg.): Die Neue Frau der Zwanziger Jahre – Herausforderung für die Bildmedien der Weimarer Republik. Jonas, Marburg 1994, ISBN 3-89445-157-2.
- Künstlerehepaare in der Berliner Secession. In: Frauen Kunst Wissenschaft. Zeitschrift für Geschlechterforschung und visuelle Kultur. Nr. 25. Jonas, Marburg 1998, ISSN 0935-6967, S. 48–56 (online).
- Das Künstlerehepaar Lepsius. Zur Berliner Porträtmalerei um 1900. Dissertation. Humboldt-Universität zu Berlin 1996, Akademie, Berlin 2003, ISBN 3-05-003722-9.
- mit Petra Winarsky, Iris Berndt: Romantische Sehnsucht – Inszenierter Verfall. Begleitbuch zur Ausstellung im Kloster Chorin, 2002, ISBN 3-936932-00-X (= Choriner Kapitel. Heft 143).
- mit Ingeborg Reichle (Red.): Die Bildmedien der Kunstgeschichte. Jonas, Marburg 2002 (= Kritische Berichte. Jahrgang 30, Heft 1).
- mit Marina Heilmeyer, Axel Klausmeier (Hrsg.): „Schön & Nützlich.“ Aus Brandenburgs Kloster-, Hof- und Küchengärten. Begleitbuch zur Ausstellung des Hauses der Brandenburgisch-Preußischen Geschichte. Henschel, Leipzig 2004, ISBN 3-89487-490-2.
- mit Michael Niedermeier, Hanno Schmitt (Hrsg.): Leben, Lust und Tod in Gärten um 1800. Rochow-Museum, Reckahn 2004, ISBN 3-9809752-0-7.
- mit Kirsten Beuth, Ulrike Müller (Hrsg.): Ins Machbare entgrenzen. Utopien und alternative Lebensentwürfe von Frauen. Centaurus, Herbolzheim 2004, ISBN 3-8255-0484-0.
- mit Michael Niedermeier, Horst Bredekamp (Hrsg.): Klassizismus/Gotik. Karl Friedrich Schinkel und die patriotische Baukunst. Deutscher Kunstverlag, München/Berlin 2007, ISBN 3-422-06686-1.
- Vom Biedermeier zum Impressionismus. Band 7 von Hubertus Kohle (Hrsg.): Geschichte der bildenden Kunst in Deutschland. Prestel, München 2008, ISBN 978-3-7913-3124-9.
- Strategien des Überdauerns. Das Grab- und Erinnerungsmal im frühen deutschen Landschaftsgarten. Habilitationsschrift. Universität Berlin 2008. Grupello, Düsseldorf 2012, ISBN 978-3-89978-141-0.
- mit Anke Kuhrmann, Doris Liebermann: Die Berliner Mauer in der Kunst. Bildende Kunst, Literatur und Film. Ch. Links, Berlin 2011, ISBN 978-3-86153-652-9.
- mit Friedhelm Ribbert: Lapidarium St. Gertraud Magdeburg. Saalmann, Magdeburg 2011, ISBN 978-3-00-035134-1.
- mit Marcus Becker (Hrsg.): Preußen aus Celluloid. Friedrich II. im Film. Jaron, Berlin 2012, ISBN 978-3-89773-681-8.
- mit Michael Niedermeier, Marcus Becker (Hrsg.): Grab und Memoria im frühen Landschaftsgarten. Fink, Paderborn 2014, ISBN 978-3-7705-5442-3.